# 호마리우 발데
호마리우 발데(포르투갈어: Romário Baldé, 1996년 12월 25일 ~ )는 대한민국 K리그1 클럽 강원 FC에서 윙어로 뛰고 있는 기니비사우의 프로 축구 선수이다. 포르투갈의 전 유소년 국가대표인 그는 기니비사우 국가대표팀에서 활약하고 있다. K리그 등록명은 호마리우이다.

## 구단 경력
비사우에서 태어난 발데는 12살 때 현지 이스트렐라 다 아마도라 출신으로 벤피카 유소년 팀에 입단했다.
2015년 5월, 발데는 벤피카와의 새로운 계약에 합의하지 못한 후 클럽을 떠날 것이라고 발표했다. 그러나 두 달 후, 그는 그 결정을 번복하고 벤피카와 5년 연장 계약을 체결했으며, 즉시 한 시즌 동안 프리메이라리가 팀 톤델라로 임대되었다.

### 강원 FC
2025년 2월 6일, 강원 FC는 호마리우 영입했다고 밝혔다.

## 국가대표팀 경력
발데는 2014년 UEFA 유럽 U-19 챔피언십에서 포르투갈을 대표하여 한 골을 넣었다. 그는 2016년 툴롱 토너먼트에서 포르투갈 U-20 국가대표팀 주장을 맡았다.
발데는 2019년 6월 8일, 앙골라와의 친선 경기에서 조르지뉴의 하프타임 교체 선수로 기니비사우 국가대표팀에 데뷔했다.